# Скрябин, Григорий Лаврентьевич
Григорий Лаврентьевич Скрябин (1902 — ?) — советский партийный деятель.

## Биография
Родился в семье крестьянина-середняка, до 1918 работал в сельском хозяйстве. Состоял членом РКП(б) с 1919 года. С 1918 до 1920 делопроизводитель в волостном исполнительном комитете, секретарь волостной партийной ячейки Вознесенско-Вохомского районного комитета РКП(б). С 1920 до 1922 заведующий подотделом учёта Никольского уездного комитета РКП(б), секретарь Кичменгско-Городецкого районного комитета РКП(б) Вологодской губернии. С 1922 до 1923 председатель Вознесенско-Вохомского районного Союза потребительских обществ. С 1924 до 1925 служил в Красной армии. С 1925 до 1928 заведующий агитационно-пропагандистским отделом (АПО) Бологовского городского комитета, заведующий АПО Валдайского уездного комитета, ответственный секретарь районного комитета партии. В 1932 окончил Институт подготовки кадров при Коммунистической академии в Москве. В 1935 окончил Ленинградский объединённый институт красной профессуры. С 1 ноября 1937 до июня 1938 был заведующим отделом партийной пропаганды и агитации (ОППА) Куйбышевского областного комитета ВКП(б), при этом с 15 ноября 1937 утверждён членом тройки НКВД. В конце января 1938 избран избран кандидатом в члены бюро Куйбышевского областного комитета ВКП(б) на пленуме ОК ВКП(б). В середине июня 1938 избран членом Куйбышевского ОК ВКП(б) на 6-й Куйбышевской областной партконференции, и с того же месяца являлся депутатом Верховного совета РСФСР I-го созыва от Куйбышевской области. 19 июня 1938 избран кандидатом в члены бюро Куйбышевского ОК ВКП(б) на организационном пленуме после 6-й областной партийной конференции, при этом с 27 мая по 1 июня того же года был делегатом 8-й Куйбышевской городской партконференции, где был избран членом Куйбышевского городского комитета ВКП(б). В марте 1939 был делегатом XVIII съезда ВКП(б). 3 июня 1943 награждён медалью «За оборону Ленинграда». Дальнейшая судьба неизвестна.